# وندوسی
وندوسی (به انگلیسی: Vandavasi) یک زیستگاه انسانی در هند است که در Tiruvannamalai district واقع شده‌است.

## خصوصیات
وندوسی ۳۱٬۳۲۰ نفر جمعیت دارد و ۷۴ متر بالاتر از سطح دریا واقع شده‌است.